# Wilfred Baddeley
Wilfred Baddeley (11. ledna 1872, Bromley, Anglie – 24. ledna 1929, Menton, Francie) byl anglický tenista, trojnásobný vítěz Wimbledonu ve dvouhře. S mladším dvojčetem Herbertem Baddeleym na turnaji čtyřikrát triumfovali také ve čtyřhře. V období 1891 až 1985 držel rekord nejmladšího mužského wimbledonského vítěze.

## Sportovní kariéra
Poprvé se nejstaršího turnaje světa Wimbledonu zúčastnil v roce 1890. V letech 1891, 1892 a 1895 zde zvítězil. Finálovou výhrou 6–4, 1–6, 7–5, 6–0 nad Irem Joshuou Pimem v sezóně 1891 se stal nadlouho nejmladším wimbledonským vítězem. Až v roce 1985 jeho věkový rekord překonal Boris Becker. Třikrát také odešel z finále poražen, a to v letech 1893, 1894 a 1896. Spolu s dvojčetem Herbertem vyhráli čtyřikrát čtyřhru 1891, 1894, 1895 a 1896. Oba dva ukončili tenisovou kariéru po Wimbledonu 1897, protože se rozhodli věnovat svým právnickým praxím.

## Profesní život
V únoru 1895 spolu s bratrem složili v Londýně advokátní zkoušky. Přidali se k rodinné firmě založené na Leadenhall Street v roce 1790 pradědem, kterou provozovali jejich strýc Thomas a otec E. P. Baddeleyovi. Ve společnosti zůstali společníky do roku 1919, kdy odešli do důchodu a firmu přenechali bratranci Cyrilovi Baddeleymu.

## Finále na Grand Slamu

### Dvouhra (6)

#### Vítěz (3)
| Rok  | Turnaj    | Finalista   | Výsledek                |
| 1891 | Wimbledon | Joshua Pim  | 6-4, 1-6, 7-5, 6-0      |
| 1892 | Wimbledon | Joshua Pim  | 4-6, 6-3, 6-3, 6-2      |
| 1895 | Wimbledon | W. V. Eaves | 4-6, 2-6, 8-6, 6-2, 6-3 |

#### Finalista (3)
| Rok  | Turnaj    | Vítěz          | Výsledek                |
| 1893 | Wimbledon | Joshua Pim     | 3-6, 6-1, 6-3, 6-2      |
| 1894 | Wimbledon | Joshua Pim     | 10-8, 6-2, 8-6          |
| 1896 | Wimbledon | Harold Mahoney | 6-2, 6-8, 5-7, 8-6, 6-3 |